# Killer Love
Killer Love – pierwszy solowy album nagrany przez amerykańską wokalistkę pop Nicole Scherzinger. Premiera krążka odbyła się 18 marca 2011 r. w Irlandii, 21 marca 2011 r. w Wielkiej Brytanii i 28 marca 2011 r. we Francji. Głównym producentem płyty jest RedOne, znany przede wszystkim ze współpracy z Lady Gagą. W Polsce krążek ukazał się 20 maja 2011 r.
Po rozpoczęciu prac nad projektem w 2007 roku pod tytułem Her Name Is Nicole, projekt ten zostawał przekładany wiele razy w 2008 r. i 2009 r. przed tym jak Nicole ostatecznie sama postanowiła zrezygnować z jego wydania powołując się na nieodpowiedni czas i chęć nagrania utworów jeszcze raz. W 2010 r. Scherzinger zaczęła cały projekt nagrywać na nowo.
Na płycie znalazły się gościnne występy Enrique Iglesiasa i Stinga. Killer Love zostało poprzedzone wydaniem singla produkcji RedOne – Poison, który przyjął wiele pozytywnych recenzji i zajmował wysokie miejsca na międzynarodowych listach przebojów. W Wielkiej Brytanii i Irlandii, odpowiednio piosenka uplasowała się na miejscu trzecim i siódmym stając się najlepszym solowym singlem Scherzinger. Następnie w marcu został wydany drugi singiel promujący album – Don't Hold Your Breath.

## Tło i produkcja

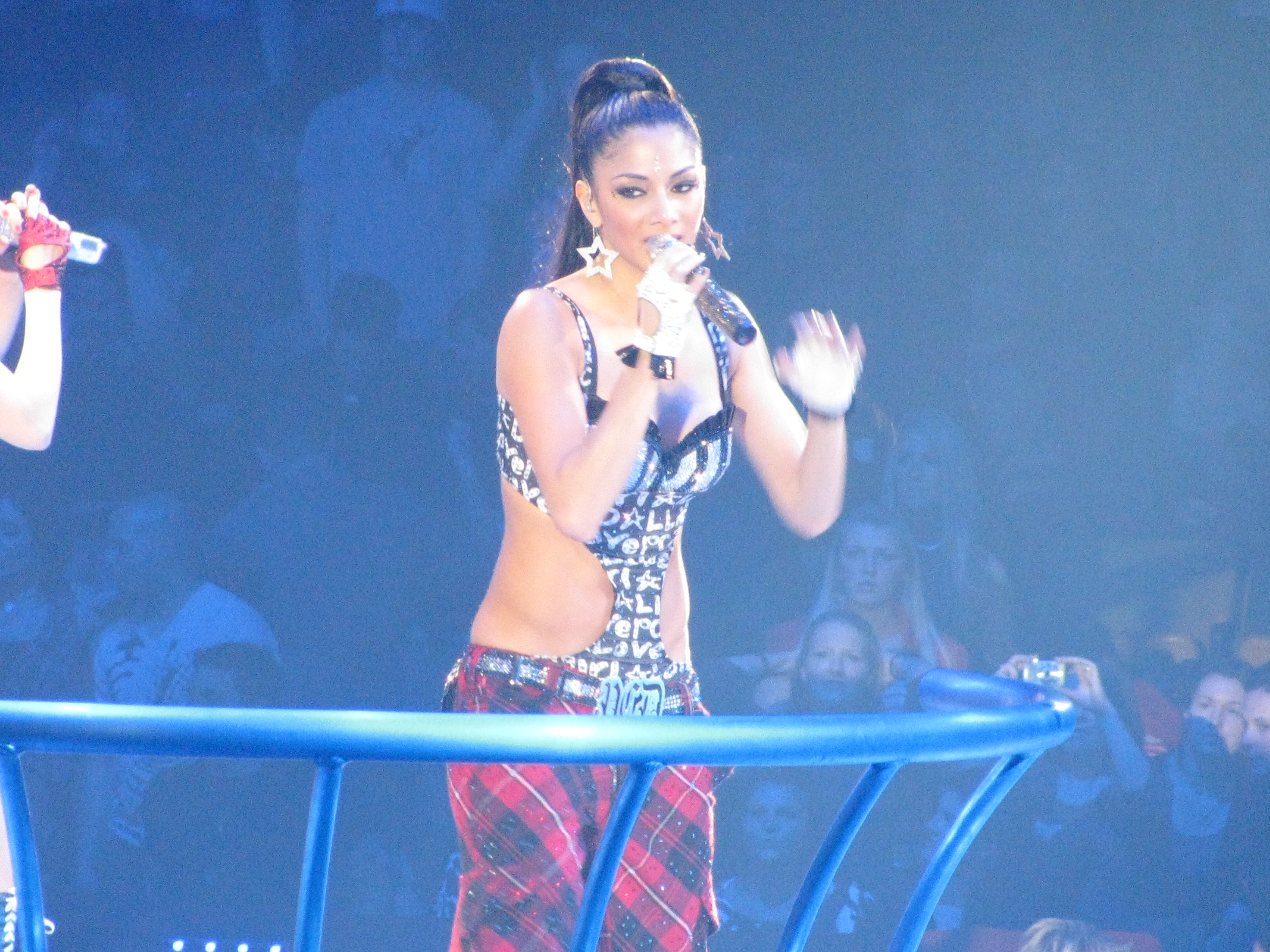
Nicole Scherzinger podczas trasy koncertowej Doll Domination Tour w 2009 r., jedno z jej ostatnich występów jako liderka zespołu Pussycat Dolls

Nicole początkowo rozpoczęła pracę nad debiutanckim albumem w 2007 roku. Projekt zatytułowany Her Name Is Nicole nigdy jednak nie ujrzał światła dziennego. Wśród osób pracujących nad płytą był Akon, Gary Lightbody, Ne-Yo, T.I., Timbaland, will.i.am i Kanye West. Jednakże po czterech nieudanych singlach, Scherzinger przyznała, że zamierza zacząć nagrania od nowa. Piosenkarka i autorka tekstów Keri Hilson potwierdziła, że album Scherzinger nie został wydany, aby Scherzinger mogła skoncentrować się na tworzeniu nowej muzyki z Pussycat Dolls. Następnie w styczniu 2010, Scherzinger rozpoczęła nagrywanie i proces pisania po raz trzeci, ponownie spotkając się z Ne-Yo w sprawie "osobistych i szczerych" utworów. W maju 2010 r. Nicole podjęła próbę wydania singla Nobody Can Change Me jednak i on został wycofany.
Następnie w sierpniu 2010 roku, marokański producent RedOne potwierdził swoje zaangażowanie w projekt w wywiadzie dla BBC Music, gdzie on potwierdził, że nowy materiał został nagrany na płytę. Na pytanie, dlaczego jego zdaniem poprzedni album nie został wydany RedOne powiedział: "Jej ostatni nigdy nie wyszedł, bo zbierał hamburgery, jak fast food. Jeden z McDonalds, jeden z Burger King, i tak dalej. Smakuje dobrze, ale nie było spójne." Potwierdził on, że odpowiada za większość utworów z nowego albumu. Scherzinger kontynuowała jego komentarze w wywiadzie dla magazynu "X" we wrześniu 2010 gdzie powiedziała: "To była moja decyzja, aby nie wydawać Her Name Is Nicole, a nie wytwórni". Scherzinger potem powiedziała, że to zaszczyt pracować z RedOne. "On jest niesamowitym producentem i muzykiem. Stworzył niesamowite piosenki dla Lady Gagi. Teraz, jest ktoś z "czynnikiem X". Nie mogę umieścić GaGi lub RedOne w tej przestrzeni, ale wiem, że stworzyliśmy coś unikalnego." RedOne wyjawił, że Jimmy Iovine (prezes wytwórni Scheringer) osobiście wezwał go do pracy nad albumem Nicole. Redone przypomniał w rozmowie z PopEater:
"Szczerze mówiąc, Jimmy, jeśli chcesz żebym to zrobił musisz tylko zaufać mi i pozwolić mi to zrobić, pozwól mi zrobić całą pracę, a nie tylko singiel". On na to: "Absolutnie, idziesz i tworzysz magię, tworzysz styl i wszystko." "To jest właśnie to, co zrobiliśmy. Myślę, że stworzyliśmy nowe brzmienie dla Nicole Scherzinger, które odpowiada jej, że tak naprawdę reprezentuje, kim jest, i będziesz pod wrażeniem, kiedy to usłyszysz."
Według Billboard Scherzinger współpracowała z Ne-Yo i Jay Seanem by stworzyć piosenki na album, podczas gdy Nicole potwierdziła, że album to przede wszystkim utwory taneczne, szybkie, które "nadają się do występów na żywo." Na pytanie zadane przez jej wytwórnię z jakimi osobami chciałaby współpracować, odpowiedziała, że jedyną prośbą byłaby współpraca z Plan B. Dodatkowo, gdy poproszony o opisanie nagrania przez Digital Spy, Nicole powiedziała: "Album jest w dużym stopniu wyprodukowany przez RedOne, chciałam czegoś wybuchowego(...). To właśnie to co on (RedOne) zrobił. To jest żywe, niebezpieczne i duże. To, jaka chcę być na scenie. To inna energia niż Lady GaGa. Muzyka jest bardziej rockowa, inspirowana funkiem i soulem."

## Kompozycja
Na krążku Killer Love znalazł się duet Nicole z angielskim muzykiem Stingiem w utworze Power's Out. Mówiąc o ich współpracy i o byłym wokaliście The Police, Scherzinger powiedziała: "Jego energia jest imponująca, i to w dość subtelny sposób. To wspaniałomyślny, miły człowiek. Pewnego razu poleciałam do Bostonu na koncert The Police. Spotkałam go – wypadł jeszcze lepiej, niż się spodziewałam. Czułam, jakbyśmy uprawiali jogę podczas śpiewania. Współpraca ze Stingiem przebiegała bez najmniejszych problemów." "Gdy śpiewa się do jednego mikrofonu, trzeba być blisko siebie. Sting miał bardzo świeży oddech. Zrobili nam zdjęcie i wyszłam na nim jak 5-latka. On prezentował się wyśmienicie, a ja wyglądałam na przestraszoną".
Kolejną balladą na albumie jest "Casualty" i średnio szybkie "Desperate", które były porównane do piosenek w stylu Leony Lewis. Utwór "Everybody" został opisany przez Kim Dawson z The Daily Star jako ten gdzie pojawia się gęsia skórka. Album zamykają także dwie ballady – "Casualty" i "AmenJena". Pierwsza z nich to "współczesna ballada, która nie jest balladą" podczas gdy druga jest wolniejsza i bardziej poruszająca. Krytycy zauważyli, że w "You Will Be Loved", w której to pojawia się także jodłowanie, refren polega na powtarzaniu tytułu utworu podobnie jak w "Halo" Beyoncé Knowles lub "Gimme More" Britney Spears.

Killer Love zawiera także szybkie utwory takie jak "Wet", który został opisany jako "niezbędny na liście podczas imprez" dzięki jego pulsującemu basowi i elektronicznym beatom, natomiast przez Phillipa Ellwooda z Entertainment Focus jako najlepszy z szybkich piosenek a tytuł, że jest "chwytliwy" z "soczystym beatem" natomiast refren jest "przyjazny radiu". Kolejna szybka piosenka – "Club Banger Nation", zawiera wprowadzenie w stylu lat '90. Następnie na płycie został umieszczony remiks singla Enrique Iglesiasa pt. "Heartbeat". "Right There" było porównywane do Rude Boy Rihanny. Zarówno "Rude Boy" jak i "Right There" były napisane przez Ester Dean. Pierwszy singiel z płyty – Poison został opisany przez 4 Music jako klubowy "kolos" a następcę – "Don't Hold Your Breath" jako "coś w rodzaju ballady ale nie za bardzo".

## Lista utworów
| Dysk 1 | Dysk 1                                                                | Dysk 1                           | Dysk 1 | Dysk 1  |
| Nr     | Tytuł utworu                                                          | Producent                        | Tekst | Długość |
| ------ | --------------------------------------------------------------------- | -------------------------------- | --- | ------- |
| 1.     | „Poison”                                                              | RedOne, BeatGeek, Jimmy Joker    | Nicole Scherzinger, RedOne, The Chef, BeatGeek, AJ Junior, Kinda Hamid                                                        | 3:47    |
| 2.     | „Killer Love”                                                         | RedOne, BeatGeek                 | Scherzinger, RedOne, Junior, The Chef, BeatGeek, Joker                                                                        | 3:52    |
| 3.     | „Don't Hold Your Breath”                                              | Carl Falk, Steve Josefsson, Rami | Josh Alexander, Billy Steinberg, Toby Gad                                                                                     | 3:17    |
| 4.     | „Right There”                                                         | Jim Jonsin                       | James Scheffer, Ester Dean, Frank Romano, Daniel Morris                                                                       | 4:02    |
| 5.     | „You Will Be Loved”                                                   | Julian Swirsky                   | Timothy Thomas, Theron Thomas                                                                                                 | 4:16    |
| 6.     | „Wet”                                                                 | StarGate, Sandy Vee              | Tor E. Hermansen, Mikkel S. Eriksen, Sandy Wilhelm, Dean, Traci Hale                                                          | 3:37    |
| 7.     | „Say Yes”                                                             | RedOne, Jimmy Joker              | RedOne, Joker, Jonas Saeed, Pontus Söderqvist, Nailah Thourbourne, Nyanda Thourbourne, Tasha Thourbourne, Candace Thourbourne | 3:29    |
| 8.     | „Club Banger Nation”                                                  | RedOne                           | RedOne, The Chef, Hamid | 4:06    |
| 9.     | „Power's Out (featuring Sting)”                                       | Tricky Stewart, The-Dream        | Terius Nash, Christopher Stewart, Thaddis Harrell                                                                             | 4:10    |
| 10.    | „Desperate”                                                           | RedOne                           | Scherzinger, RedOne, Hamid | 3:27    |
| 11.    | „Everybody”                                                           | RedOne, BeatGeek, Jimmy Joker    | Scherzinger, RedOne, Adil Khayat, Junior, The Chef, Joker, BeatGeek, Trina Harmon                                             | 3:50    |
| 12.    | „Heartbeat (Rudi Wells' Open Heart Remix featuring Enrique Iglesias)” | Mark Taylor                      | Iglesias, Jamie Scott, Mark Taylor                                                                                            | 3:32    |
| 13.    | „Casualty”                                                            | Boi-1da, Maven Boys              | Matthew Samuals, Andrea England, Liz Rodrigues, Bret Ryan, Zalezy Epstein                                                     | 4:21    |
| 14.    | „AmenJena”                                                            | Trina Harmon                     | Harmon, Scherzinger | 5:22    |
|        |                                                                       |                                  | | 55:08   |

| Edycja australijska | Edycja australijska               | Edycja australijska | Edycja australijska                     | Edycja australijska |
| Nr                  | Tytuł utworu                      | Producent           | Tekst                                   | Długość             |
| ------------------- | --------------------------------- | ------------------- | --------------------------------------- | ------------------- |
| 1.                  | „Right There (featuring 50 Cent)” | Jim Jonsin          | Scheffer, Dean, Romano, Morris, 50 Cent | 4:22                |

| Reedycja | Reedycja                          | Reedycja   | Reedycja                                | Reedycja |
| Nr       | Tytuł utworu                      | Producent  | Tekst                                   | Długość  |
| -------- | --------------------------------- | ---------- | --------------------------------------- | -------- |
| 1.       | „Right There (featuring 50 Cent)” | Jim Jonsin | Scheffer, Dean, Romano, Morris, 50 Cent | 4:22     |
| 2.       | „Try With Me”                     |            |                                         | 3:56     |
| 3.       | „Trust Me I Lie”                  |            |                                         | 3:51     |
| 4.       | „Tomorrow Never Dies”             |            |                                         | 3:41     |
|          |                                   |            |                                         | 15:50    |

## Personel

### Wokal
- Ester Dean – Wokal wspierający
- Enrique Iglesias – gościnnie
- Nicole Scherzinger – główny wokal, wokal wspierający
- Sting – gościnnie

### Personel techniczny
- Brain Alvarez – do spraw biznesu
- Gretchen Anderson – zarządzanie produkcją
- Brett Bracy – międzynarodowa promocja
- Fiona Dearing – marketing
- Todd Douglas – do spraw biznesu
- Azoff Geary – management
- Susan Hilderley – do spraw biznesu
- Larry Jackson – A&R
- DJ Mormille – A&R
- Marta Navas – A&R
- Clark Pardee – zarządzanie produkcją
- Ginger Ramsey – marketing
- Dave Rene – A&R
- Don Robinson – międzynarodowy marketing
- Paul Smith – management
- Jeanne Venton – A&R
- Chris Gheringer – mastering
- Stephanie Hsu – menadżer
- Nino Muñoz – fotograf
- Julian Peploe Studio – kierownictwo artystyczne
- Josh Alexander – producent wokalny
- BeatGeek – producent, instrumenty, programowanie
- Boi-1da – producent
- David Boyd – asystent rejestratora wokalnego
- Maven Boys – dodatkowy producent
- David Bukovinsky – wiolonczela
- Mattias Bylund – smyczki, chordofony szarpane – aranżer, edytor
- The Cave – oryginalna produkcja dema utworu "Say Yes"
- Michael Daley – asystent rejestratora wokalnego
- Mikkel Erikssen – inżynier dźwięku
- Carl Falk – producent
- Chris Garcia – edytor cyfrowy
- Angela N. Golighty – koordynator produkcji
- Mark "Exit" Goodchild – inżynier techniczny
- Trina Harmon – producent, producent wokalny, pianista
- Kuk Harrell – producent wokalny
- Dabbling Harward – dodatkowy producent wokalny
- Andrew Hey – rejestrator wokalny
- Ghazi Hourani – asystent inżyniera dźwięku
- Matt Huber – asystent inżyniera miksowania
- Mattias Johnasson – wiolonczelista
- Jimmy Joker – producent, edytor wokalny, inżynier dźwięku
- Jim Jonsin – producent, programista, instrumenty klawiszowe
- Steve Josefsson – producent
- Jaycen Joshua – miksowanie
- AJ Junior – edytor wokalny, instrumenty
- Martin Keirszenbaum – gitary i dodatkowe instrumenty klawiszowe
- Paul LaMalfa – asystent inżyniera dźwięku
- Damien Lewis – dodatkowy i asystent inżyniera
- Robert Marks – inżynier dźwięku, miksowanie
- Patrick Mascall – gitarzysta
- Harvey Mason, Jr. – producent wokalny
- Justin Merrill – dodatkowy inżynier ds. miksowania, inżynier dźwięku
- Danny Morris – dodatkowe instrumenty klawiszowe
- Trevor Muzzy – inżynier dźwięku, gitarzysta, edytor wokalny, miksowanie, instrumenty
- Terius "The-Dream" Nash – producent
- Alec Newell – technik
- Rob Orton – miksowanie
- Carlos Paucar – rejestrator wokalny
- Dave Pensado – miksowanie
- Rami – producent
- RedOne – producent, inżynier dźwięku, gitarzysta, instrumenty, programowanie, aranżerka, producent wokalny
- Frank Romano – gitarzysta, bas
- Stargate – producent, instrumenty
- Billy Steinberg – producent wokalny
- C. "Tricky" Stewart – producent
- Mark "Spike" Stent – miksowanie
- Julian Swiesky – producent
- Phil Tan – miksowanie
- Mark Taylor – producent, instrumenty klawiszowe, programista
- Jamie Scott & The Town – pianista
- Sandy Vee – producent, inżynier dźwięku, miksowanie, instrumenty
- Miles Walker – inżynier dźwięku
- Stuart White – dodatkowy inżynier
- Andrew Wuepper – asystent miksowania

## Pozycje
| Chart (2011)    | Peak position |
| --------------- | ------------- |
| Irlandia        | 14            |
| Francja         | 163           |
| Szkocja         | 6             |
| Szwajcaria      | 55            |
| Wielka Brytania | 8             |
| Polska          | 88            |

## Historia wydania
| Kraj            | Data             | Format               | Wytwórnia       |
| --------------- | ---------------- | -------------------- | --------------- |
| Irlandia        | 18 marca 2011    | CD, digital download | Universal Music |
| Francja         | 18 marca 2011    | Digital download     | Universal Music |
| Wielka Brytania | 21 marca 2011    | CD, digital download | Polydor Records |
| Szwajcaria      | 25 marca 2011    | CD, digital download | Universal Music |
| Niemcy          | 28 marca 2011    | CD                   | Universal Music |
| Brazylia        | 24 kwietnia 2011 | CD                   | Polydor Records |
| Francja         | 25 kwietnia 2011 | CD                   | Universal Music |
| Dania           | 16 maja 2011     | CD                   | Universal Music |
| Polska          | 20 maja 2011     | CD                   | Universal Music |